# 텐레이 미온
텐레이 미온(일본어: 天玲 美音 덴레이 미온[*], 12월 8일 ~ )은 일본의 탤런트이다. 전 다카라즈카 가극단 소라구미 소속 남역이다.
시즈오카현 하마마쓰시, 하마마쓰학예고등학교 출신이다. 키 169cm, 혈액형은 O형, 애칭은 "TEN", "마아chan", "MION"이다.

## 약력
2003년, 다카라즈카 음악학교에 입학하였다.
2005년, 다카라즈카 가극단 91기생으로 입단. 입단 당시 성적은 16등 하나구미 공연 「마라케시 붉은 묘표／엔터 더 레뷰」로 초무대. 그 후, 소라구미에 배속되었다.
2016년 10월 16일, 「엘리자베트」 도쿄 공연 천추락을 기해, 다카라즈카 가극단을 퇴단하였다.
퇴단 후에는 배우, 모델, 가수, 나레이터, 사회 등 다방면에서 활동하고 있다.

## 수상이력
- 2008년, 『다카라즈카 가극단 연도상』 - 2007년도 레슨장려상